# Han Huidi
Han Huidi (chinesisch 漢惠帝 / 汉惠帝, Pinyin Hàn Huìdì; * 210 v. Chr.; † 26. September 188 v. Chr.) war der zweite Kaiser der Han-Dynastie. Sein eigentlicher Name lautete Liu Ying.
Huidi war der Sohn Kaiser Han Gaozus und Kaiserin Lü Zhis. Nach dem Tod seines bedeutenden Vaters ließ die Kaiserin vier seiner, mit Konkubinen gezeugten, Söhne ermorden und hielt ihren Sohn, der 195 auf den Thron gelangte, durch Intrigen weitgehend von der Regierung fern. Er starb 188, woraufhin seine Söhne zur nominellen Herrschaft gelangten. Er wird zu den unbedeutenden chinesischen Kaisern gezählt.

## Jugend
Huidi wurde 210 v. Chr. als Sohn des ersten Han-Kaisers und der Kaiserin Lü Zhi geboren. Sein Vater hatte mit einer Konkubine oder Nebenfrau vor ihm allerdings schon den Prinzen Liu Fei bekommen, der jedoch nicht Kronprinz wurde, da seine Legitimation anzuzweifeln war. Er wurde stattdessen Prinz von Qi. Sein Vater mochte Liu Ying nicht, weil er ihm zu sanft erschien. Außerdem musste der Prinz erleben, wie während der Kriege seines Vaters seine Mutter zeitweilig in Gefangenschaft geriet.

## Herrschaft
195 v. Chr. wurde Liu Ying unter dem Namen Huidi Kaiser. Als solcher versuchte er vor allem, die Intrigen und Mordkomplotte seiner Mutter gegen Familienmitglieder zu stoppen, was jedoch nur teilweise gelang. Vorher heiratete er 192 v. Chr. Zhang Yan, die nun Kaiserin war.
So wollte die Kaiserinwitwe Lü den, mit der Konkubine Qi gezeugten, Sohn Gaozus Liu Ruyi und dessen Mutter umbringen lassen. Huidi ließ dies jedoch nicht zu und der zwölfjährige Liu Ruyi wohnte für einige Zeit bei ihm im Palast. Im Winter 195 v. Chr. wurde er allerdings, während Huidi auf der Jagd war, doch noch ermordet.
Als Nächstes richtete sich Lü Zhis Ärger gegen Liu Fei, der mit Wein vergiftet werden sollte. Huidi ergriff jedoch den Becher, der benutzt werden sollte, und gab vor, trinken zu wollen. Doch seine Mutter Lü hinderte ihn daran und sie versöhnte sich bald mit Liu Fei.
In den Jahren seiner Herrschaft verfiel Huidi der Genusssucht und beschäftigte sich mit dem Trinken und den Frauen. Er starb jung 188 v. Chr.

## Kinder
- Liu Gong, der spätere Kaiser Qianshao

- Liu Shan, später Liu Hong

- Liu Chao

- Liu Wu

- Liu Jiang

- Liu Buyi

- Liu Tai